# Ismaël Khelifa
Ismaël Khelifa, né en 1979 à Annecy, est un journaliste et animateur de télévision français.

## Biographie
Ismaël Khelifa est le fils de Mohamed Khelifa et Bernadette Sublet. Il étudie le journalisme à l’IUT de Dijon  puis travaille à Radio France et à France Inter dans les domaines de la politique et de l’économie,.
En 2003 il découvre l'Islande, se passionne pour les régions polaires et devient guide naturaliste,. Il co-écrit notamment des récits avec l'aventurier Nicolas Dubreuil.
En 2012, Ismaël Khelifa se tourne vers la télévision et rejoint l'équipe de l'émission Rendez-vous en terre inconnue
sur France 2 puis Nos terres inconnues pour lesquelles il effectue des repérages.
De 2017 à 2018, il tient la rubrique tourisme dans l'émission La Quotidienne sur France 5.
Depuis 2019, à la suite du départ de Raphaël de Casabianca, il présente Échappées belles sur France 5 en alternance avec Sophie Jovillard, Jérôme Pitorin et Tiga.
Avec son épouse Alice Khelifa-Gastine (Ushuaïa TV), il a créé l'association For my Planet. Il est l'un des ambassadeurs de l'association Un enfant par la main et auteur de livres pour la jeunesse.

## Émissions de télévision
- 2012-2013 : Rendez-vous en terre inconnue (France 2) : journaliste
- 2015 : Les Enfants de l'Anthropocène, documentaire de Dimitri Grimblat, scénario de Julien Goet et Ismaël Khelifa[8] (diffusion sur Planète +)
- Depuis 2018 : Nos terres inconnues (France 2) : journaliste
- 2017-2018 : La Quotidienne (France 5) : chroniqueur
- Depuis 2019 : Échappées belles (France 5) : animateur
- 2024 : Défi Madiba, une aventure humaine et solidaire (France 2) : animateur avec Théo Curin.

## Publications
- Nicolas Dubreuil et Ismaël Khelifa, Mystères polaires, Éditions Points, 1er octobre 2015, 240 p. (ISBN 978-2757855775)
- Nicolas Dubreuil et Ismaël Khelifa, Akago : Ma vie au Groenland, Robert Laffont, 21 avril 2016, 252 p. (ISBN 978-2221159583)
- Opération Groenland  (ill. Joëlle Passeron), Poulpe Fictions, 30 mai 2017, 168 p. (ISBN 978-2377420025)
- Mâles d'hier, hommes d'aujourd'hui : Les confidences du pénis, Éditions du Seuil, 5 avril 2018, 144 p. (ISBN 978-2021328318)[9]
- Opération Manchots  (ill. Joëlle Passeron), Poulpe Fictions, 15 mars 2018, 168 p. (ISBN 978-2377420308)
- La Vie simple : Renouer avec la nature et l'authenticité, First édition, 5 septembre 2019, 288 p. (ISBN 978-2412045046)
- Sophie Jovillard, Ismaël Khelifa et Jérôme Pitorin, Invitations au voyage : Echappées belles - comment partir à la découverte des autres et du monde a changé notre vie, First édition, 26 novembre 2020, 232 p. (ISBN 978-2412061954)
- La Ligue de la Nature : Opération girafe  (ill. Joëlle Passeron), Poulpe Fictions, 10 juin 2021, 56 p. (ISBN 978-2377420858)
- La Ligue de la Nature : Au secours du baleineau  (ill. Joëlle Passeron), Poulpe Fictions, 4 mars 2021, 48 p. (ISBN 978-2377420841)
- Ce que la vie a de plus beau, Les Escales, 17 octobre 2024, 400 p. (ISBN 978-2365698573)